# هوفه‌لاکن
هوفه‌لاکن (به هلندی: Hoevelaken) یک منطقهٔ مسکونی در هلند است که در نی‌کرک واقع شده‌است. هوفه‌لاکن ۹٬۰۴۰ نفر جمعیت دارد.